# Elodie Picard
Pour les articles homonymes, voir Picard (homonymie).
Elodie Picard est une joueuse de hockey sur gazon belge. Elle évolue au poste de gardienne de but à l'Antwerp et avec l'équipe nationale belge.

## Biographie
Elodie est née le 8 septembre 1997 en Belgique.

## Carrière
Elle a été appelée en équipe première pour concourir à la Ligue professionnelle 2019.

## Palmarès
- : 2e à l'Euro U21 2017
- : 3e à l'Euro 2021